# Machine Head
Machine Head é uma banda de metal formada em 1991 em Oakland, Califórnia. O grupo foi fundado pelo guitarrista e vocalista Robb Flynn e o baixista Adam Duce. A formação atual é composta por Flynn, o baterista Matt Alston, o guitarrista Vogg Kieltyka e o baixista Jared MacEachern. O Machine Head foi uma das bandas pioneiras no New Wave of American Heavy Metal.
Machine Head foi formada por Robb Flynn, anteriormente membro das bandas Forbidden e Vio-lence. Flynn sentiu-se musicalmente insatisfeito com Vio-lence e pediu para iniciar um projeto paralelo. Quando seu pedido foi negado pelos outros integrantes, ele deixou a banda e formou o Machine Head em 1991 com Adam Duce, Logan Mader e Tony Constanza. O primeiro álbum da banda, Burn My Eyes , foi um grande sucesso na Europa, onde ganhou boa repercussão com o programa Headbangers Ball da MTV. Nos EUA (com o HBB tirado do ar durante o movimento grunge) o Machine Head não alcançaria sucesso até álbuns posteriores.
A banda quase se desfez em 2002, após terem seu contrato encerrado com a gravadora Roadrunner Records devido a uma controvérsia em torno de seu quarto álbum, Supercharger (lançado três semanas depois dos atentados de 11 de setembro de 2001), tendo suas canções e o videoclipe produzido para a canção "Crashing Around You" (que contava com edifícios em chamas) retirados de todos os meios de comunicação. A banda reassinou com a Roadrunner pouco tempo depois e já lançou quatro álbuns desde 2003, com  The Blackening (2007) sendo nomeado ao Grammy Award. O Machine Head já vendeu mais de 3 milhões de discos em todo o mundo. 

## História

### Burn My Eyes
O seu primeiro álbum, chamado Burn My Eyes (1994), foi consagrado pelos fãs e crítica. Tendo várias faixas que se tornaram verdadeiros hinos para fãs deste estilo musical. Como por exemplo: "Davidian", "Old" e "None But My Own". Foi durante muitos anos o álbum de estreia mais vendido da editora RoadRunner Records.

### The More Things Change

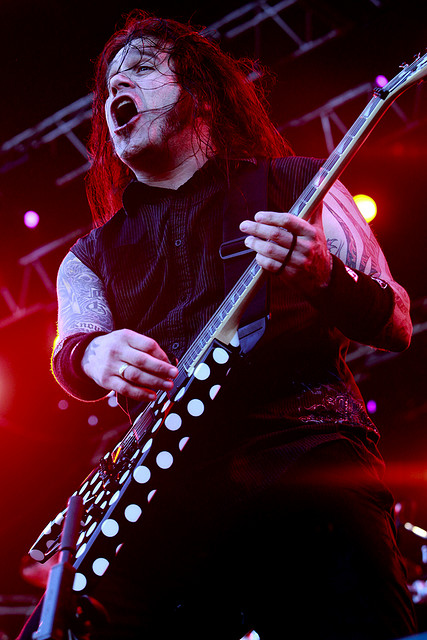
O guitarrista Phil Demmel se apresentando com a banda em 2009.

Com o lançamento do seu primeiro álbum a banda foi chamada de "filhos de Slayer", pelo peso e a notável influência que esta banda exercia sobre eles. Após isto o baterista Chris Kontos separou-se da banda para se juntar a Testament e em sua substituição entrou na banda o baterista Dave McClain, para então lançarem o seu segundo álbum The More Things Change (1997).
Este novo álbum marcou uma nova fase da banda. As canções tornaram-se mais agressivas e com uma certa sonoridade de hardcore. "The More Things Change…" também fez muito sucesso com os fãs da banda, destacando-se canções como "Ten Ton Hammer" e "Take My Scars".
O Nome ''The More Things Change'' foi retirado de um verso da música ''Struck a Nerve'', terceira faixa do álbum.

### The Burning Red
Em 1998 inesperadamente o guitarrista Logan Mader saiu da banda e foi substituído por Ahrue Luster. Com este novo guitarrista a banda lançou em 1999 um novo álbum, intitulado The Burning Red. Este foi talvez o álbum mais polémico da banda. O estilo musical e possivelmente visual da banda havia claramente mudado bastante. Notaram-se fortes influências de new metal, incluindo trabalhos vocais de um "estilo rap" e bases de guitarra mais simples. Mas em compensação foi provavelmente o álbum que tornou a banda mais conhecida ao grande público, por apresentar músicas com um estilo mais comercial.
Este álbum conta com clássicos de Machine Head como: "The Blood, The Sweat, The Tears", "Exhale The Vile " e até "Message In A Bottle" - uma adaptação do conhecido clássico de The Police.

### Supercharger
O álbum Supercharger, que foi lançado em 2001, talvez tenha sido o álbum de maior dito fracasso na carreira da banda. De entre vários motivos deste "fracasso", um apontado é que no videoclipe da canção "Crashing Around You" eram mostrados dois prédios em chamas, algo que poderia ser associado ao atentado do World Trade Center, que infortuitamente ocorreu pouco tempo antes do lançamento deste videoclipe. Isto além de vários rumores não confirmados de casos de depressão e conflito entre membros da banda.

### Hellalive
Em 2002, por entre mútuas citações de "diferenças criativas", o guitarrista Ahrue Luster foi separado da banda, juntando-se em seguida a Ill Niño, e substituído por Phil Demmel que já havia tocado com Robb Flynn na banda Vio-lence. Então em 2003 foi lançado o álbum ao vivo Hellalive gravado na Brixton Academy, em Londres, que contém na sua maioria os êxitos mais aclamados da banda tocados eximiamente perante uma audiência completamente preenchida e extremamente activa.

### Through the Ashes of Empires
Ainda em 2003 o álbum Through the Ashes of Empires foi lançado na Europa, e depois em 2004 foi lançado nos Estados Unidos. Through the Ashes of Empires foi uma verdadeira volta às raízes por parte de Machine Head. Com a sonoridade e a agressividade musical a fazerem claramente sobressair o desejo de reaproximação do estilo metal com que iniciaram a sua carreira, este disco é considerado por muitos como o melhor da banda desde Burn My Eyes. Conta com canções que em pouco tempo se tornaram clássicos, como: "Imperium", "Seasons Wither" e "Descend the Shades of Night".

### Tributo aoMetallica
Recentemente, Machine Head gravaram a canção "Battery" de Metallica para uma edição comemorativa de 20 anos do álbum Master of Puppets promovida pela revista de rock americana Kerrang!.
Também participaram da gravação deste álbum as bandas Trivium, Mendeed, Bullet For My Valentine, Chimaira, Fightstar, os ilustres Mastodon e ainda Funeral for a Friend.

### The Blackening

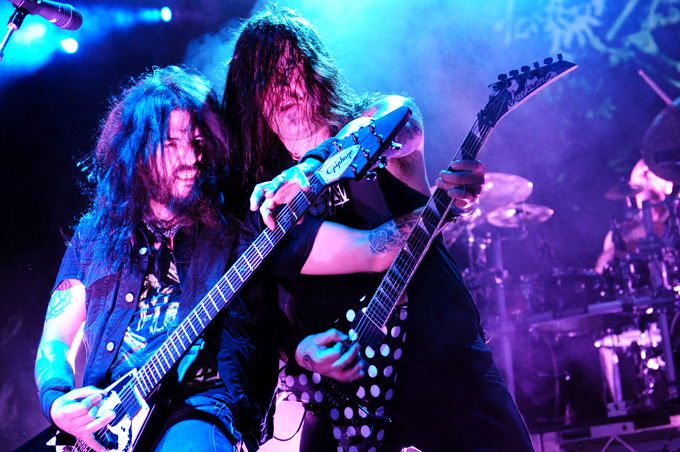
Robb Flynn (esquerda) e Phil Demmel (direita).

Ultimamente, a banda produziu o seu sexto álbum, lançado a 27 de Março de 2007. O álbum chama-se The Blackening e conta com faixas como "Aesthetics of Hate", "Halo", "The Beautiful Mourning" e "Now I Lay Thee Down".
Claramente um álbum evolucionário, embora nele permaneça viva a sua raiz metal, onde destacam-se alguns dos riffs mais pesados já gravados pela banda, incorporando no entanto muitas melodias e trabalhos conjuntos vocais de forte ressonância e beleza. Além da evolução sem a perda das raízes, é também de admirar a notável maturidade atingida pela banda na composição musical sem perder no entanto a jovialidade e agressividade (noções que foram confirmadas pelos próprios membros da banda), e também a ausência de preconceito ou medo em concretizarem os seus conceitos musicais pessoais sem perderem no entanto o respeito pela sua larga comunidade de fâs, pela sua lealdade e suas expectativas. Produzido mais uma vez por Robert Flynn e mixado por Colin Richardson (Fear Factory, Bullet for My Valentine), "The Blackening" continua a reclamar o lugar continuamente merecido pela banda no pelotão da frente do mundo do metal.

### Tributo aoIron Maiden
A banda participou no álbum de tributo aos Iron Maiden produzido pela revista Kerrang, chamado Maiden Heaven. Tocando "Hallowed Be Thy Name", a banda juntou este cover a mais outros 14, tocados por bandas como DevilDriver, Metallica, Dream Theater e Trivium, que preencheram o álbum lançado a 16 de Julho de 2008.

### Unto the Locust(2010-2012)
Em novembro de 2010, Machine Head começou a escrever o novo material para seu sétimo álbum de estúdio, Unto the Locust .  Com Robb Flynn como produtor, Machine Head começou oficialmente a gravação do álbum em 16 de abril de 2011, Green Day Jingletown 's Studios em Oakland, Califórnia. 
No verão de 2011, Machine Head fez uma turnê como parte da Rockstar Mayhem Festival .  Durante a turnê, a banda estreou uma nova música do álbum Unto the Locust , intitulado "Locust".  A canção foi liberado mais tarde na Amazon e iTunes em 14 de junho de 2011. Unto the Locust foi lançado em 27 de setembro de 2011, a aclamação da crítica. O álbum cartografado em vários países, incluindo o número 22 em o US (a primeira vez que a banda já quebrou o top 25 nos EUA) e no número 5 na Alemanha.

## Influências
As bandas que influenciam Machine Head são: Sepultura, Black Sabbath, Iron Maiden, Pantera, Metallica, Megadeth, Slayer, Exodus, Testament, Suicidal Tendencies, Pantera, Fear Factory, Nirvana, Soundgarden e Alice in Chains. O Machine Head é considerado uma das bandas pioneiras na nova onda do heavy metal americano, bem como parte da segunda onda de bandas de thrash metal dos anos 90.

## Membros
| - Robert Flynn - guitarra e vocal (1991–presente) - Vogg Kieltyka - guitarra (2019–presente) - Matt Alston - bateria (2019–presente) - Jared MacEachern - baixo (2013–presente) | - Dave McClain - bateria (1995–2019) - Phil Demmel - guitarra (2002–2019) - Adam Duce - baixo e vocal de apoio (1991–2013) - Logan Mader - guitarra (1991–1998) - Tony Costanza - bateria (1991–1994) - Chris Kontos - bateria (1994–1995) - Walter Ryan – bateria (1995) - Ahrue Luster – guitarra, vocal de apoio (1998–2002) |

## Discografia
Álbuns de estúdio
- 1994 - Burn My Eyes
- 1997 - The More Things Change
- 1999 - The Burning Red
- 2001 - Supercharger
- 2003 - Through the Ashes of Empires
- 2007 - The Blackening
- 2011 - Unto the Locust
- 2014 - Bloodstone & Diamonds
- 2018 - Catharsis
- 2022 - Of Kingdom and Crown

Álbuns ao vivo
- 2003 - Hellalive
- 2012 - Machine Fucking Head Live

EP
- 2000 - Year of the Dragon
- 2000 - Year of the Dragon Tour Diary: Japan
- 2007 - The Blackening & Beyond
- 2011 - The Black Procession

Vídeos
- 2005 - Elegies DVD